# Lacaugne
Lacaugne település Franciaországban, Haute-Garonne megyében. Lakosainak száma 244 fő (2022. január 1.). Lacaugne Lézat-sur-Lèze, Carbonne, Latrape, Marquefave és Montgazin községekkel határos.

## Népesség
A település népességének változása:
| Lakosok száma | 154  | 179  | 170  | 197  | 203  | 205  | 218  | 241  | 242  | 244  |
|               | 1968 | 1982 | 1990 | 2006 | 2013 | 2015 | 2017 | 2019 | 2020 | 2022 |